# Una mano nell'ombra
Una mano nell'ombra è un thriller diretto dal regista argentino Hugo Fregonese, del 1953, su Jack lo squartatore, interpretato da Jack Palance. La pellicola è un remake della pellicola di Alfred Hitchcock del 1927 Il pensionante.